# Kaplica bł. Bronisławy w Krakowie
Kaplica bł. Bronisławy – zabytkowa kaplica rzymskokatolicka znajdująca się w Krakowie, w dzielnicy VII Zwierzyniec przy alei Jerzego Waszyngtona 1, na Zwierzyńcu, u stóp kopca Kościuszki.

## Historia
Według tradycji na tym wzgórzu bł. Bronisława miała swoją pustelnię i tutaj miała odejść do wieczności. Zakonnice z zakonu Norbertanek wytrwale podtrzymywały kult bł. Bronisławy i podanie o jej samotni.
Za rządów ksieni Zofii Urbańskiej w 1702 r. postanowiono wznieść w miejscu pustelni kaplicę. W latach 1758–1759 ksieni Petronela Poniatowska przeprowadziła remont i przebudowę barokowej kaplicy. Zamówiła u malarza Andrzeja Radwańskiego cykl obrazów prezentujących życie bł. Bronisławy. Obok kaplicy wybudowano niewielki domek dla pustelników, których XVIII-wieczne kroniki i dokumenty klasztoru Norbertanek notują kilku.
Przy budowie austriackich fortyfikacji wojskowych okalających Kopiec Kościuszki w 1854 r. kaplicę zburzono. Obrazy przedstawiające bł. Bronisławę siostry Norbertanki zabrały za klasztorną bramę. W 1856 r. na koszt władz austriackich rozpoczęto wznoszenie nowej kaplicy. Zaprojektował ją w stylu neogotyckim Feliks Księżarski. W ołtarzu umieszczono wizerunek bł. Bronisławy malowany w 1860 r. Poświęcenia nowej kaplicy dokonano 13 września 1861 r.
Kaplica znalazła się w obrębie fortyfikacji austriackich przylegając od zachodniej strony bezpośrednio do kopca Kościuszki. Dzisiaj stanowi bramę przez którą prowadzi wejście na szczyt kopca.

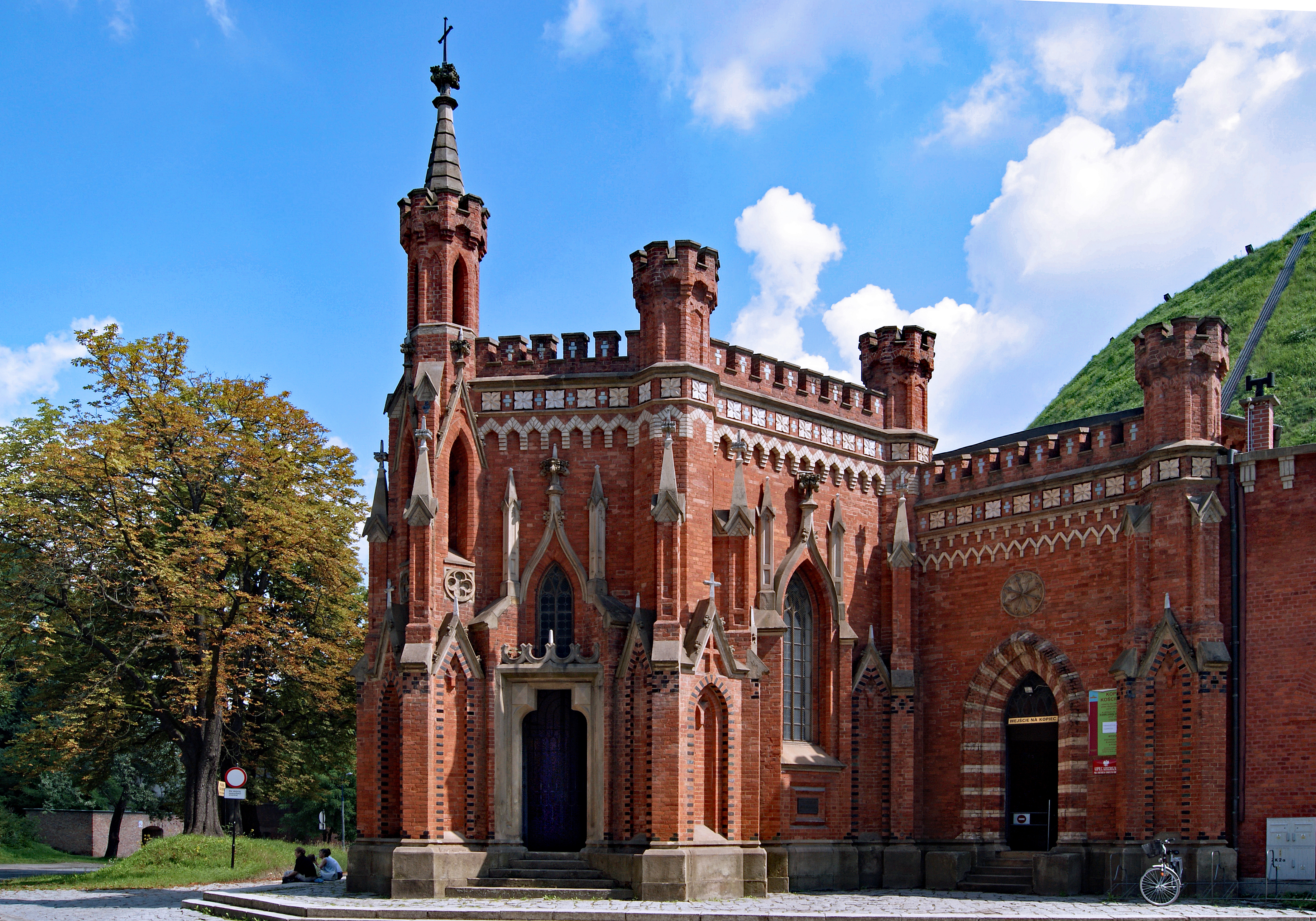
Kaplica
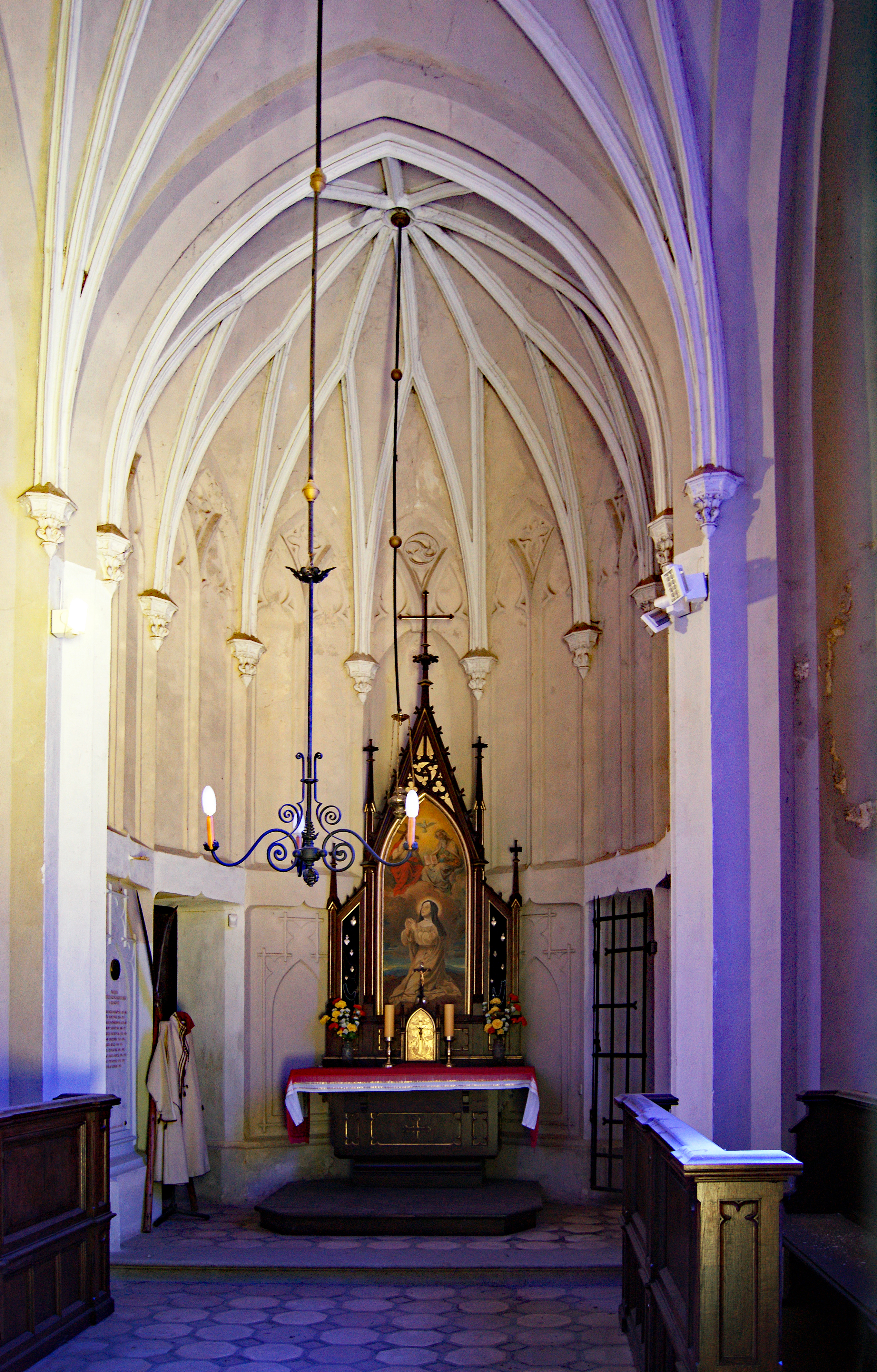
Wnętrze